# Löbbecke (Familie)

Wappen der Löbbecke

Die Familie Löbbecke war eine alteingesessene Kaufmannsfamilie aus Iserlohn, deren Stammbaum bis ins 14. Jahrhundert reicht. Der Familie entstammen diverse Ratsherren und Bürgermeister Iserlohns. Etwa ab dem 17./18. Jahrhundert haben viele Mitglieder unternehmerische oder militärische Laufbahnen eingeschlagen. In Braunschweig wurde das Bankhaus Löbbecke gegründet. Im 19. Jahrhundert wurde viele, meist landgesessene Mitglieder der Familie in den preußischen Adelsstand erhoben.
Die meisten Löbbeckes gehörten der Iserlohner Reformierten Gemeinde seit ihrer Gründung im 17. Jahrhundert an. Da die Gemeinde in hohem Ansehen der Landesherren stand, begünstigte dies den politischen und wirtschaftlichen Einfluss der Familie.

## 14. bis 18. Jahrhundert
Ab dem 14. Jahrhundert sind mehrere Löbbeckes als Ratsherren oder Bürgermeister in Chroniken benannt:
- 1310/13 war Gerhard Löbbecke Bürgermeister.[1][2]
- 21. Oktober 1418 erscheint Hinrich Lobbeke urkundlich[3]
- 1459 wird Hermann Löbbecke urkundlich als Bürgermeister von Iserlohn erwähnt[4]
- Von 1611 bis 1620 war Hermann Löbbecke Bürgermeister.[5] Hermann Löbbecke hatte eine Tochter Anna Elisabeth (1638–1726), die mit dem Pastor der Dortmunder Nikolaikirche, Arnold Baack, vermählt wurde.
- von 1636 bis 1670 erscheint Hermann Löbbecke urkundlich als Ratsherr und Bürgermeister von Iserlohn. Mit ihm beginnt die sichere Stammreihe
- Von 1660 bis 1681 war Caspar Löbbecke insgesamt elfmal Bürgermeister, Melchior junior bekleidete dieses Amt insgesamt 13-mal.[6]

Gegen Ende des 17. Jahrhunderts begründeten die Löbbeckes Wirtschaftsunternehmen. Einer der ersten war Johann Anton Löbbecke (1683–1730), der 1729 ein Handelsgeschäft für Messingartikel einrichtete.
- Johann Anton Löbbecke war verheiratet mit Anna Sophia Leusmann und hatte fünf Söhne:
  - Der älteste Sohn Johann Heinrich Löbbecke (1711–1757) heiratete Anna Theresia Pütter, mit der er drei Kinder hatte. Die älteste Tochter Theresia Maria wurde neun Jahre alt (1742–1751), zwei weitere Kinder starben noch früher. Johann Heinrich war Hoffiskal, Dritter Bürgermeister (1738) sowie Anwalt.
  - Friedrich Karl Löbbecke (1716–1761) hatte mit seiner Frau Charlotte Bernhardine von Deutecom sechs Kinder. Er gründete mit Simeon Henrich Kloeber, einem ehemaligen Mitarbeiter seines Vaters, die Firma Kloeber & Löbbecke.
  - Der dritte Sohn Johann Anton Löbbecke (1718–1764) war Pastor in Wiblingwerde und unverheiratet.
  - Die beiden jüngsten Söhne waren Johann Hermann Löbbecke (1727–1793) und Johann Melchior Löbbecke (1728–1783), die 1761 die Fa. Gebr. Löbbecke & Co. in Iserlohn gründeten, siehe unten.

- Stephan Bernhard Löbbecke (1690–1740) war Sohn des Ratsmannes und Kämmerers Melchior Löbbecke. Er war Notar und Gerichtsprokurator. 1709 heiratete er Marie Margarete Helke.
- Stephan Bernhards Vetter Johann Melchior Löbbecke (1690–1768) war Brennereibesitzer in Iserlohn. Sein Vater hieß Caspar Löbbecke.

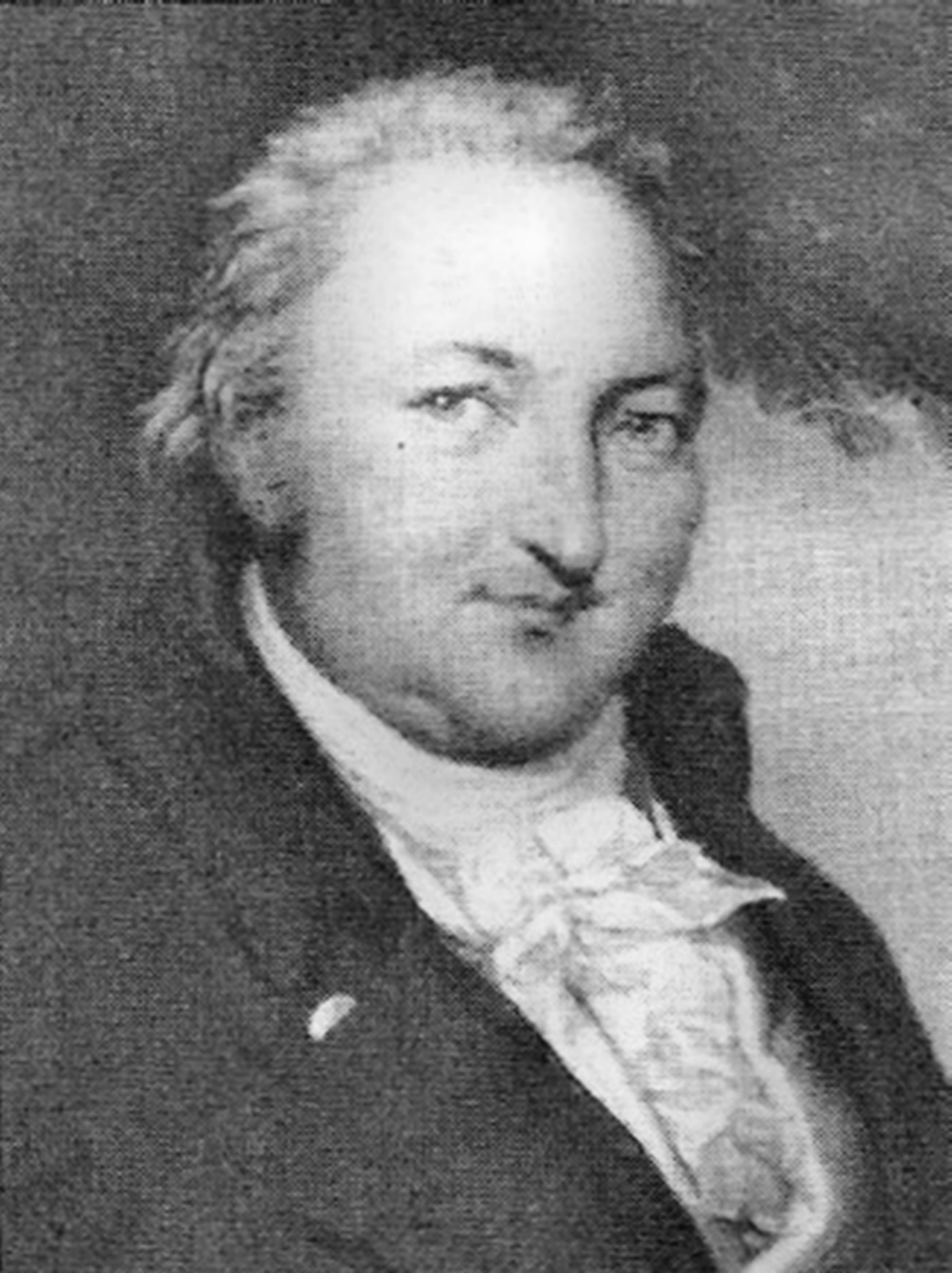
Carl Friedrich Löbbecke

## Unternehmer im 18. und 19. Jahrhundert

### Der Braunschweiger Zweig: Handelshaus und Bankhaus Löbbecke
Johann Hermann Löbbecke (1727–1793) gründete 1761 gemeinsam mit seinem Bruder Johann Melchior Löbbecke (1728–1783) das Handelsgeschäft Gebr. Löbbecke & Co. von Iserlohn. 1763 kam eine Niederlassung in Braunschweig hinzu. Während Johann Hermann in Iserlohn blieb, führte Johann Melchior das Geschäft in Braunschweig. Johann Melchior hatte mit Anna Dorothea Krause fünf Kinder.
Nach Johann Melchiors Tod übernahm sein ältester Sohn Carl Friedrich Löbbecke (1768–1839) ab 1783 die Geschäfte in Braunschweig. 1792 stieg Karl Heinrich Löbbecke (1768–1832) in das Geschäft ein. 1795 wurde eine Zweigstelle (Löbbecke und Hollmann) in Breslau eröffnet. 1812 zogen sich Carl Friedrich und Karl Heinrich aus dem Geschäft zurück. Während Karl Heinrich zurück ins Sauerland ging und in Hemer mehrere Rittergüter erwarb (Edelburg, Klusenstein, Apricke), die 1839 an seinen Sohn Rudolf (1815–1849) gingen, übernahm Carl Friedrichs Sohn Carl Löbbecke (1809–1869) das Geschäft in Braunschweig. Aus dem Handelshaus wurde das Bankhaus Gebrüder Löbbecke & Co..

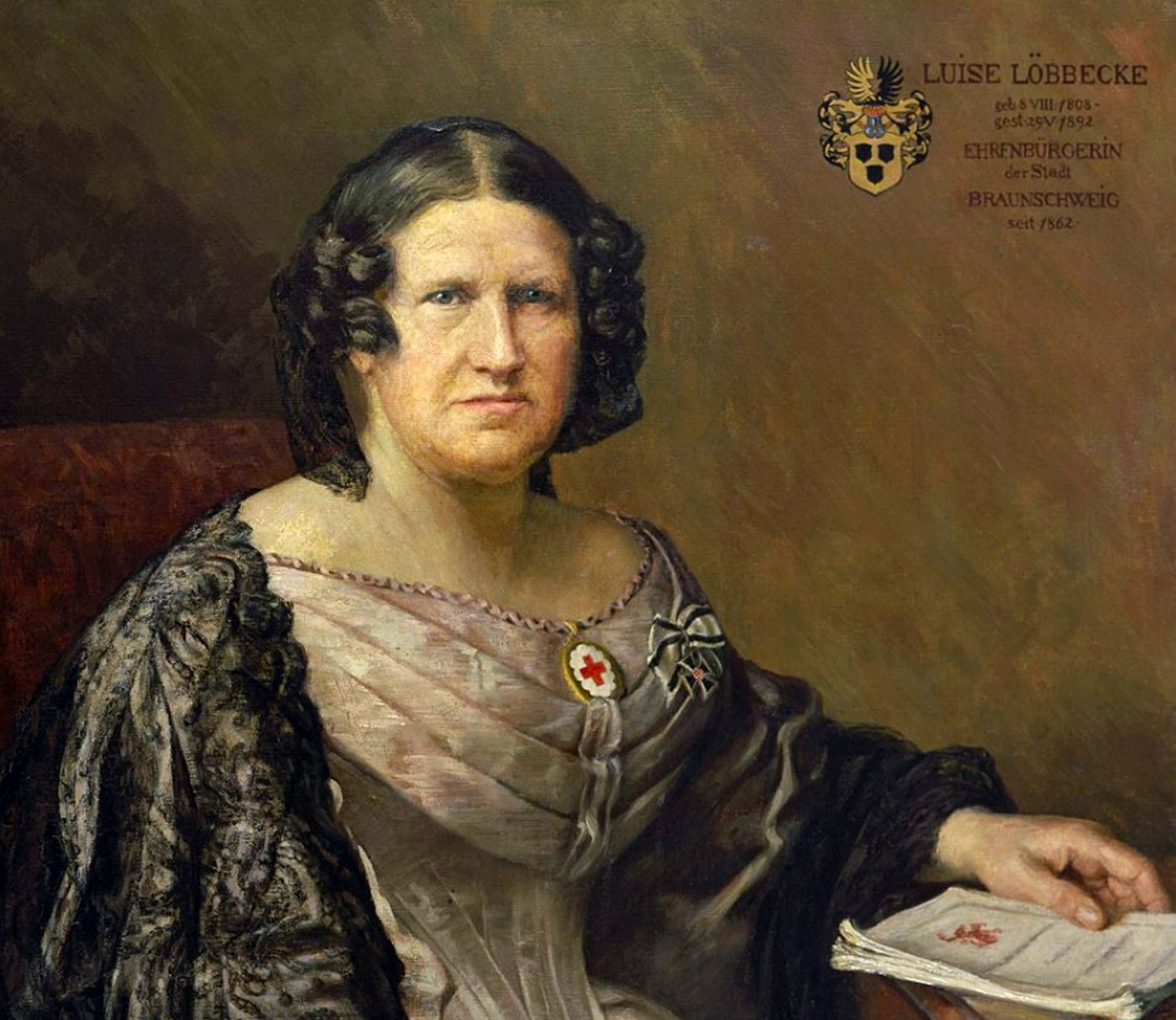
Luise Löbbecke, Ehrenbürgerin der Stadt Braunschweig

Luise Löbbecke (1808–1892) engagierte sich in Braunschweig verstärkt im sozialen Bereich und wurde Ehrenbürgerin. Das Bankhaus Löbbecke wurde über Generationen von der Familie fortgeführt. Weitere Bankiers waren insbesondere Alfred Löbbecke (um 1880), Rudolf Löbbecke (während des Zweiten Weltkriegs), sowie bis zum Verkauf der Bank 1983 Carl-Friedrich Löbbecke.

### Der Iserlohner Zweig: Wilhelm Friedrich Löbbecke & Co. und Gut Schleddenhof

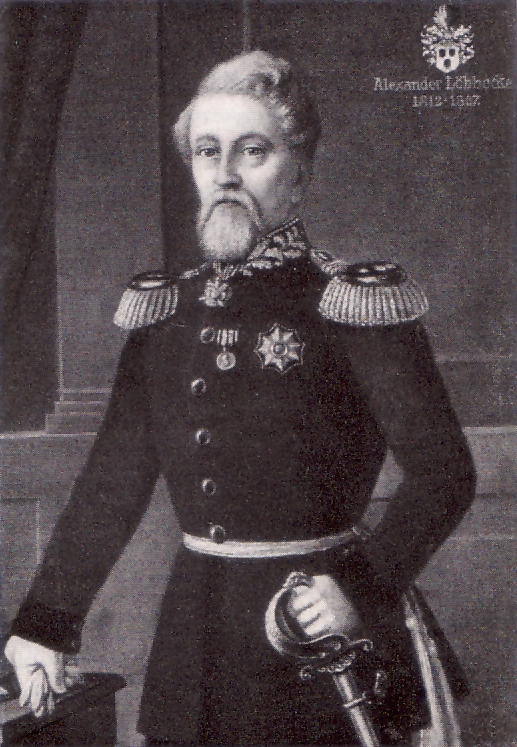
Alexander Löbbecke

Der jüngste Sohn des Bankhaus-Mitbegründers Johann Hermann, Johann Wilhelm Friedrich Löbbecke (1783–1835), machte von 1797 bis 1803 seine Kaufmanns-Ausbildung im Löbbeckeschen Handelshaus in Braunschweig. 1805 gründete er in Iserlohn die Wilhelm Friedrich Löbbecke & Co. sowie gemeinsam mit dem Kaufmann Striebeck eine Fabrik für Reitgeschirr sowie eine Woll- und Tuchhandlung.
Johann Wilhelm Friedrich war verheiratet mit Caroline Dorothea Brune, mit der er fünf Kinder hatte, unter anderem Alexander Löbbecke (1812–1867) und Friedrich Hermann Löbbecke (1817–1882). Diese beiden Söhne übernahmen das Geschäft des Vaters. Alexander stieg 1842 aus und kaufte die Fa. J. H. Schmidt Söhne, die er mit seinem Schwager Wilhelm Schmidt leitete. Er machte zudem eine militärische Karriere (eine der Hauptfiguren des sog. Iserlohner Aufstands 1849) und war Mitglied des Iserlohner Bürger-Schützenvereins.
Friedrich Hermann erwarb zwei Messingwerke im heutigen Hemer sowie 1864 das Gut Schleddenhof als Wohnsitz, das im Bereich der heutigen Kreuzung Mendener Straße / Seilerseestraße lag. Zum Gut Schleddenhof gehörte ein Gelände von 400 Morgen, um 100 Hektar. Östlich des Schleddenhofs lag der 285 m hohe Hengstenberg, der in Löbbeckenkopf umgetauft wurde, und auch heute noch so heißt. Das Gebäude des ehemaligen Gutshofs bestand bis vor wenigen Jahren an der Mendener Straße 150.
In der zweiten Hälfte des 19. Jahrhunderts gerieten alle Löbbeckeschen Unternehmen in wirtschaftliche Probleme und wurden geschlossen oder verkauft. Friedrich Hermanns Messingwerke wurden 1882 an seinen Sohn Karl (Carl) (1848–1914) vererbt. Nach dessen Tod wurden auch diese Werke verkauft.

## 20. Jahrhundert
In Schlesien besaß der Familie von Löbbecke bis 1945 die Begüterungen Schloss Wiese und Schloss Klochfelde, zeitweise auch Garbendorf. Das Rittergut Dorstadt (I) ist dagegen bis heute im Besitz der Familie von Löbbecke. Aus der Linie Groß-Denkte, vormals Familienfideikommiss, stammte der Oberst Gerhard von Löbbecke (1869–1939), Ritter des Ordens Pour le mérite.
Jobst Robert Alexander von Löbbecke lebte in den USA und führte den Namen Jean Oran. Hans-Jost Freiherr von Girsewald führte den Namen Hans-Jost von Löbbecke Freiherr von Girsewald. Er war der Neffe und Adoptivsohn der Helmtrud von Wulffen-Lohburg und ihres Ehemannes Ernst von Löbbecke (1882–1958). Der Gutsbesitzer auf Nachrodt führt den Namen Christian von Löbbecke-Campe.

## Nobilitierung
Nobilitierungen in den preußischen Adelsstand erfolgten am
- 15. Oktober 1840 (Diplom 1. Februar 1858) für den preußischen Geheimen Kommerzienrat Eduard Löbbecke auf Mahlen, Kreis Trebnitz
- 5. Mai 1888 für Oskar Löbbecke auf Marienborn, Kreis Haldensleben[9]
- 18. Mai 1889 für den Premierleutnant Gustav von Löbbecke auf Marzhausen, Kreis Witzenhausen
- 14. September 1889 für den Premierleutnant Robert Löbbecke auf Dorstadt, Kreis Goslar
- 26. Juli 1896 für den preußischen Rittmeister der Landwehr Eduard Löbbecke auf Nachrodt, Kreis Altena[10]
- 2. Mai 1897 für dessen Bruder Dr. jur. Otto Löbbecke[11]
- 30. Mai 1901 (braunschweigischer Adelsstand) für den preußischen Major Bernhard Löbbecke, Fideikommissherr auf Groß-Denkte bei Wolfenbüttel
- 21. Oktober 1901 für Richard Löbbecke auf Glöthe, Kreis Calbe[12]

Der 1864 gegründete Geschlechtsverband (Löbbecke und von Löbbecke) hält alle drei Jahre Familientag ab.

## Wappen
Das Stammwappen zeigt in Gold drei (2:1) schwarze Schilde. Auf dem Helm mit schwarz-goldenen Helmdecken ein offener, rechts goldener, links schwarzer Flug.

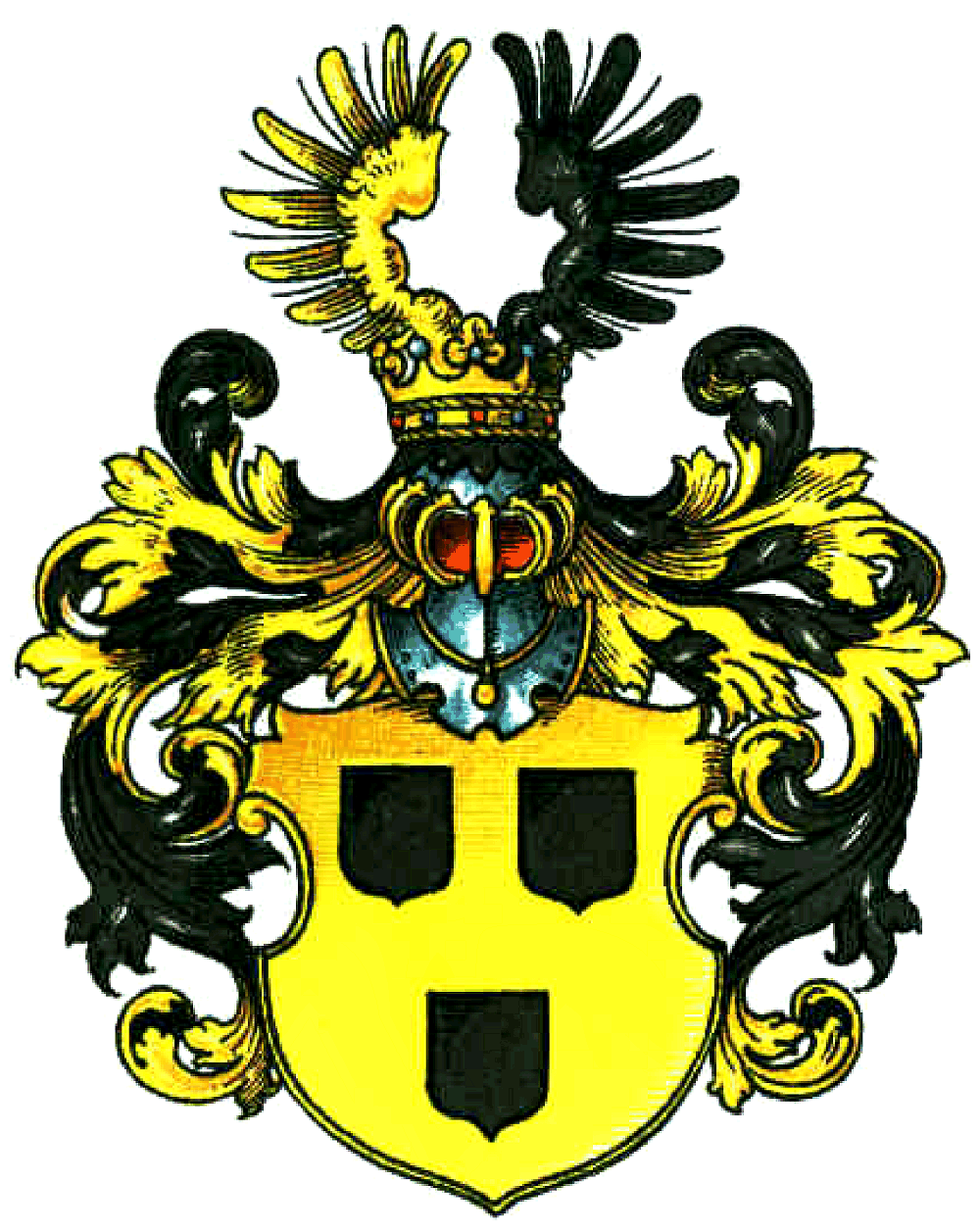
Wappen der Löbbecke im Wappen- und Handbuch des Schlesischen (einschließlich der Oberlausitz) landgesessenen Adels
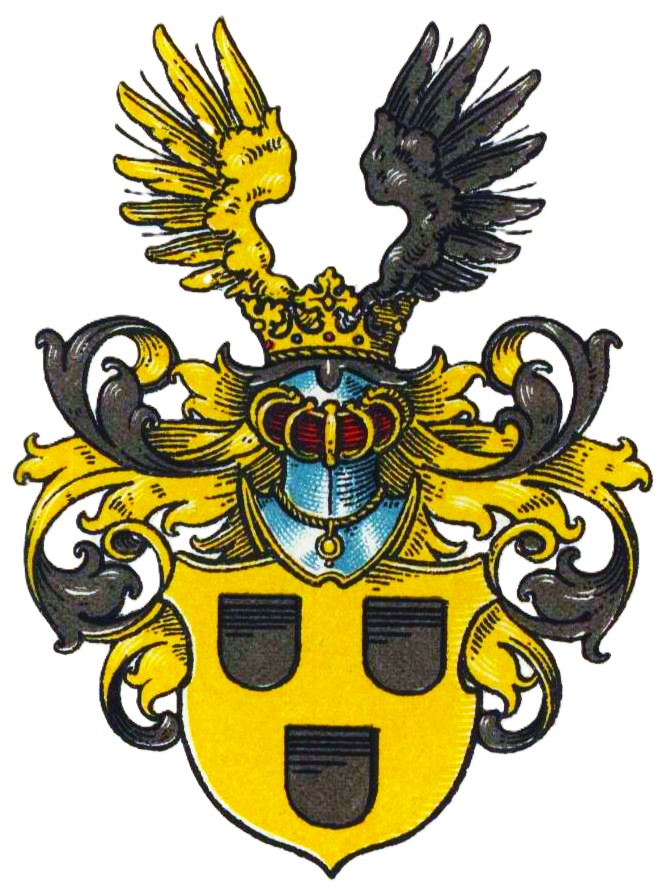
Wappen der Löbbecke im Wappenbuch des Westfälischen Adels

## Stammbaum (Auszug)
- Gerhard Löbbecke (um 1313)
- Hermann Löbbecke (um 1611)
- Hermann Löbbecke III. (1652)[13]
- Caspar Löbbecke (um 1680)
- Melchior junior

1. Johann Anton Löbbecke (1683–1730/1731) ⚭ Anna Sophia Leusmann
  1. Johann Heinrich Löbbecke (1711–1757) ⚭ Anna Theresia Pütter
  2. Friedrich Karl Löbbecke (1716–1761) ⚭ Charlotte Bernhardine von Deutecom; ff. I. Linie
    1. Friedrich Karl Löbbecke (N. N.–1813) ⚭ Wilhelmine Stähler
      1. Wilhelm Löbbecke (1786–1852), auf Dorstadt etc. ⚭ I Karoline Krause; ⚭ II Elvire Denike
        1. Ferdinand August Löbbecke (1815–1883), preuß. Adelsstand 14. Sept. 1889; ⚭ Helene Denike
          1. Robert von Löbbecke (1844–1915), preuß. Adelsstand 14. Sept. 1889; ⚭ Anna Bromme
          2. Gustav von Löbbecke (1846–1931), preuß. Adelsstand 18. Mai 1889 ⚭ Selma Freiin von Mirbach

        2. Arnold Löbbecke (1820–1884), ⚭ Adelheid Graberg
          1. Richard von Löbbecke (1854–1916), preuß. Adelsstand 21. Okt. 1901 Neues Palais Potsdam ⚭ Anna Kramer

        3. Gustav Löbbecke (1846–1923), (aus zweiter Ehe), preuß. Adelsstand 14. Sept. 1889; ⚭ Helene Denike

      2. Gustav Löbbecke (1797–1870),[14] ⚭ Marie Wilhelmine Löbbecke-Hemer (1802–1875)
        1. Oskar von Löbbecke (1835–1906), preuß. Adelsstand 5. Mai 1888 Charlottenburg ⚭ Ida Graberg; ff. II. Linie

      3. Robert Löbbecke (N. N.–1864), ⚭ Emma Schmidt
        1. Eduard von Löbbecke (1854–1915), preuß. Adelsstand 26. Juli 1896 Merok ⚭ Amalie von Mallinckrodt
        2. Otto Alexander von Löbbecke (1855–1921), preuß. Adelsstand 2. Mai 1897 Neues Palais Potsdam ⚭ Gertrud Freiin von Strombeck
          1. Gert von Löbbecke (1884–1959), Oberst ⚭ Lucie Löbbecke-Groß Rinnersdorf (1890–1943)
            1. Ota Gertrud von Löbbecke
            2. Hans-Diether von Löbbecke, O-Ing., Vorstandsmitglied des Familienverbandes

          2. Werner von Löbbecke (1892–1947), Dr. med. ⚭ Carola Wachter

  3. Johann Melchior Löbbecke (1728–1783), Mitbegründer des Handelshauses Gebr. Löbbecke & Co. zu Braunschweig, ⚭ (Anna) Dorothea Krause ff. III. Linie
    1. Carl Friedrich Löbbecke (1768–1839) ⚭ I Adelheid Christiane Scharnbeck; ⚭ II Sophie Christiane Hoffmeister
    2. Karl (Carl) Heinrich Löbbecke (1768–1832)
      1. Eduard Friedrich von Löbbecke (1795–1870), preuß. Adelsstand 15. Okt. 1840 Charlottenburg, Diplom Berlin 1. Febr. 1858, ⚭ Sophia von Schwartz 
        1. Wilhelm von Löbbecke (1826–1883), Landesältester, Gutsherr auf Rückers, ⚭ Clara von Scholten
        2. Hugo von Löbbecke (1827–1901), Fideikommissherr auf Wiese, seit 1860 oder 1863 Gutsherr auf Gut Nieder Eysersdorf im Landkreis Glatz, Provinz Schlesien[15] ⚭ Klementine Lindheim
        3. Karl Friedrich von Löbbecke (1829–1900), auf Waitze, Krs. Schwerin, Reg. - Bez. Posen; unvermählt
        4. Edmund Emanuel von Löbbecke (1831–1894), auf Mahlen (b. Breslau), ⚭ Wilhelmine von Tümpling
          1. Erik von Löbbecke (1865–1912), Fhkr. auf Wiese etc., ⚭ I Anna von Reibnitz (1874–1899), Tochter d. Generalleutnants Rudolf von Reibnitz; ⚭ II Minette von Brünneck, jüngste Tochter von zehn Kindern des Geh. Justizrats Wilhelm von Brünneck-Wulkow
            1. Asta von Löbbecke (1895–1950), auf Mahlen mir Riesenthal, ⚭ Paulfriedrich von Wiedebach und Nostitz-Jänkendorf
            2. Egbert von Löbbecke (1906–1943), auf Wiese etc. ⚭ Rita Haase, auf Wiese

          2. Wolf von Löbbecke (1867–1938), auf Klochfelde etc. ⚭ Margarete Gärtner (1877–1963)
          3. Siegfried von Löbbecke (1874–1930), Fhkr. auf Nieder-Eisersdorf etc. ⚭ Clementine von Lindheim (1881–1931)

        5. Franz Heinrich von Löbbecke (1832–1918), auf Garbendorf ⚭ Eva Schneider (1850–1910)
          1. Oskar von Löbbecke (1873–1936), auf Garbendorf ⚭ I Berta Walter (1886–1918), Fhkrherrin auf Eisenberg (gesch. 1906); ⚭ II Käthe von Stutterheim (1886–1964)
            1. Friedrich-Eduard von Löbbecke (1913–1964), auf Garbendorf ⚭ Hyppolita Gräfin von Bray-Steinburg
            2. Franz-Josef von Löbbecke (1915), Major i. G.[16] ⚭ Inamaria Hess

      2. Carl Löbbecke (1809–1869) ⚭ Adelheid von Bülow
        1. Bernhard von Löbbecke (1840–1921), braunschw. Adelsstand 30. Mai 1901 Blankenburg am Harz, auf Groß Denkte, ⚭ Ida Freiin von Bernewitz
          1. Eberhard von Löbbecke (1864–1946), auf Groß Denkte, ⚭ I Hedwig von Wagner; ⚭ II Lisa Kiesewetter; ⚭ III Hertha Freiin von Ketelhodt
          2. Diedrich von Löbbecke (1867–1868)
          3. Gerhard von Löbbecke (1869–1939), Oberst, ⚭ I Ange von Massow; ⚭ II Klara von Giese

    3. 4 weitere Kinder

  4. Johann Anton Löbbecke (1718–1764), unverheiratet
  5. Johann Hermann Löbbecke (1727–1793) ⚭ Marie Anna Katharina Pöppinghaus (von 1764 bis 1765), danach mit Helene Milchsack
    1. mehrere Kinder
    2. jüngster Sohn: Johann Wilhelm Friedrich Löbbecke (1783–1835) ⚭ Caroline Dorothea Brune
      1. Emma Löbbecke (1807–1880) ⚭ Eduard Schmidt (1802–1842)
      2. Hedwig Löbbecke (1809–1862) ⚭ Wilhelm Schmidt (1806–1864)
      3. Alexander Löbbecke (1812–1867)
      4. Johann Hermann Löbbecke († 1816)
      5. Friedrich Hermann Löbbecke (1817–1882) ⚭ Emilie Milchsack (1817–1898)
        1. fünf Töchter, davon zwei im Kindesalter verstorben
        2. Wilhelm Löbbecke (1839–1881)
        3. Hermann Löbbecke (1840–1900)
        4. Karl (Carl) Löbbecke (1848–1914) ⚭ Ida Wangemann
        5. Rudolf Löbbecke (1850–1884)
        6. drei weitere Söhne

## Sonstige
- Theodor Löbbecke (1821–1901), Apotheker und Begründer der Sammlungen des Löbbecke Museums in Düsseldorf; Seine verwandtschaftliche Beziehung zur Hauptfamilie ist unklar.
- Luise Löbbecke (1808–1892)

## Weitere Literatur
- Götz Bettge: Iserlohn-Lexikon, Hans-Herbert Mönnig Verlag, Iserlohn 1987. ISBN 3-922885-37-3.
- Hermann Holtmeier, Manfred Reinertz: Iserlohner Straßennamen erzählen, in: Beiträge zur Heimatkunde für Iserlohn und den märkischen Raum, Band 3/19, Hrsg. Förderkreis Iserlohner Museen e. V., Iserlohn 2009. ISBN 978-3-89053-121-2.
- Julius Köster: Die Iserlohner Revolution und die Unruhen in der Grafschaft Mark Mai 1849. Nach amtlichen Akten und Berichten von Zeitgenossen dargestellt. Reuther & Reichard, Berlin 1899. (Mit Angaben zur Familie Löbbecke).
- Jörg Leuschner, Karl Heinrich Kaufhold, Claudia Märtl (Hrsg.): Die Wirtschafts- und Sozialgeschichte des Braunschweigischen Landes vom Mittelalter bis zur Gegenwart. Band 3: Neuzeit. Georg Olms Verlag, Hildesheim 2008, ISBN 978-3-487-13599-1.
- Rheinisch-Westfälische Wirtschaftsbiographien, Band 18 (Bergisch-märkische Unternehmer der Frühindustrialisierung), Beitrag Götz Bettge (zu Alexander und Hermann Löbbecke), Hrsg. Historische Kommission für Westfalen et al., Aschendorff, Münster 2004, S. 505 ff.